# Moncalieri
Moncalieri – miejscowość i gmina we Włoszech, w regionie Piemont, w prowincji Turyn.
Według danych na rok 2004 gminę zamieszkiwało 53 120 osób, 1130,2 os./km².
Z Moncalieri pochodzi Rossella Ratto, włoska kolarka, medalistka mistrzostw świata.
W miejscowości jest stacja kolejowa Moncalieri.

## Miasta partnerskie
- Arjirupoli, Grecja
- Baden-Baden, Niemcy, od 1990[1]